# Томская ТЭЦ-1 (1973)
Томская ТЭЦ-1 — газотурбинная тепловая электростанция, расположенная в Томске. Введена в эксплуатацию в 1973 году как пиково-резервная котельная, статус электростанции получила в 2012 году после монтажа турбоагрегата. Переняла название у старейшей электростанции Томска, выведенной из эксплуатации в 1988 году. Собственник станции — акционерное общество «Томская генерация», входящее в группу Интер РАО.

## Конструкция станции
Томская ТЭЦ-1 представляет собой водогрейную котельную с попутной выработкой электроэнергии на газотурбинной установке (ГТУ-ТЭЦ). Установленная мощность электростанции — 14,7 МВт, тепловая мощность — 795,47 Гкал/час. Основное топливо — природный газ.
Основное генерирующее оборудование станции включает в себя одну газотурбинную установку Turbomach Titan-130 (Швейцария), состоящую из газовой турбины Solar Turbines T130 с турбогенератором Leroy Somer LSA58BMCL140/4 мощностью 14,7 МВт, работающую в комплексе с котлом-утилизатором КУВ 23,5/150 производства завода завод «ЗиО-Подольск». Также имеется пять водогрейных котлов — четыре ПТВМ-180 и один КВГМ-140-150, а также паровой котёл ДЕ-25-14 ГМ, использующийся для собственных нужд станции. С генератора электроэнергия выдаётся в энергосистему через силовой трансформатор ТРДНС-25000/35ВМУХЛ1.

## История
Первая очередь станции (в составе двух котлоагрегатов) была введена в эксплуатацию в 1973 году как пиково-резервная котельная, задачей которой являлся подогрев в сильные морозы теплоносителя, поступающего в Томск от удалённой Сибирской АЭС, а также обеспечение теплоснабжения города при ремонте АЭС и перезагрузках ядерного топлива. Третий котлоагрегат был введён в работу в 1979 году, четвёртый — в 1980 году, пятый и шестой (а также паровой котёл собственных нужд) — в 1983 году. В 2007 году были демонтированы изношенные котлы первой очереди и смонтирован новый котёл КВГМ-140-150. С 2008 года, в связи с выводом Сибирской АЭС из эксплуатации, котельная переводится в режим совместной работы с Томской ТЭЦ-3.
Осенью 2011 года начались работы по монтажу газотурбинной установки с котлом-утилизатором, завершённые в декабре 2012 года. В 2013 году, в связи с переводом в статус электростанции, пиково-резервная котельная была переименована в Томскую ТЭЦ-1, унаследовав это название у исторической электростанции, введённой в эксплуатацию в 1896 году и окончательно остановленной в 1988 году.